# Dendrochilum curranii
Dendrochilum curranii är en orkidéart som beskrevs av Oakes Ames. Dendrochilum curranii ingår i släktet Dendrochilum och familjen orkidéer.
Artens utbredningsområde är Filippinerna.

## Underarter
Arten delas in i följande underarter:
- D. c. curranii
- D. c. serratoi